# Madoryx
Madoryx ist eine Gattung der Schmetterlinge aus der Familie der Schwärmer (Sphingidae). Die Gattung umfasst vier Arten und kommt in Nord- und Südamerika vor.

## Merkmale
Die Falter sind in verschiedenen Braun- und Grautönen gemustert. Bei allen Arten sind zwei irisierende, silberfarbene Diskalflecken ausgebildet. Der erste, große Fleck ist unregelmäßig, der zweite nahe dem Costalrand ist stark reduziert. Die Außenränder beider Flügelpaare sind sehr unregelmäßig. Die Morphologie der Genitalien ähnelt jener bei der Gattung Erinnyis.
Die Raupen von drei der vier Arten haben Ähnlichkeit mit denen der Eulenfalter-Gattung Catocala, die Raupen von Madoryx pseudothyreus ähneln denen des Spanners Oxydia vesulia, die im gleichen Verbreitungsgebiet auftreten.

## Vorkommen und Lebensweise
Die Gattung ist von Florida bis in den Süden Brasiliens verbreitet. Nur bei M. pseudothyreus ist bisher auch eine Reproduktion in Nordamerika nachgewiesen. Allerdings ist M. oiclus aus Tamaulipas in Mexiko nachgewiesen, weswegen es durchaus wahrscheinlich ist, dass auch diese Art in den Vereinigten Staaten dauerhaft sesshaft ist.
Die Lebensweise der Präimaginalstadien unterscheidet sich stark von der anderer Schwärmer. Die Raupen von M. pseudothyreus und M. oiclus spinnen kräftige Kokons an ihren Nahrungspflanzen, was vermutlich darauf zurückzuführen ist, dass sie feuchte Lebensräume besiedeln.

## Systematik
Weltweit sind vier Arten der Gattung bekannt:
- Madoryx bubastus (Cramer, 1777)
- Madoryx oiclus (Cramer, 1779)
- Madoryx plutonius (Hübner, [1819])
- Madoryx pseudothyreus (Grote, 1865)

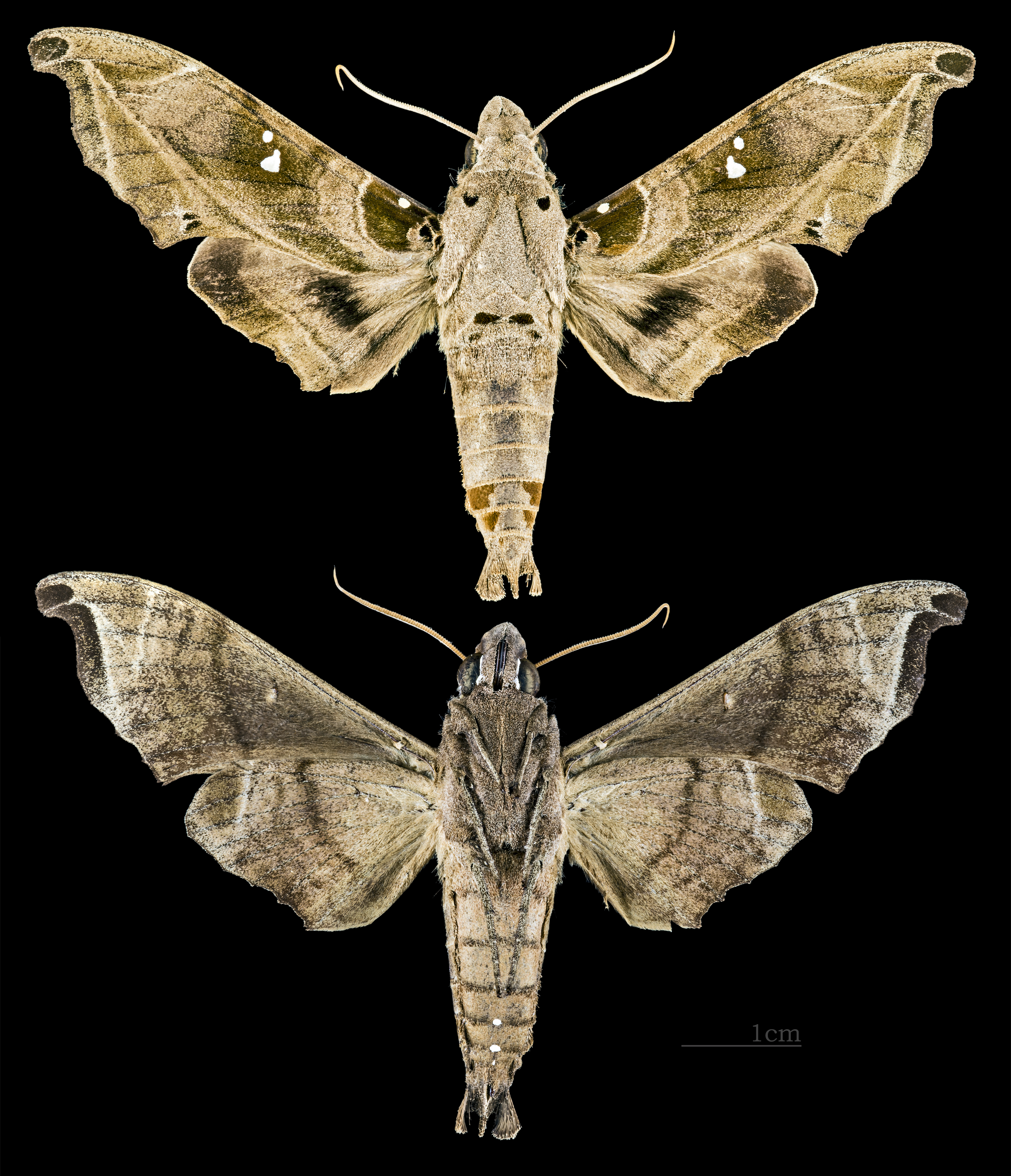
Madoryx bubastus
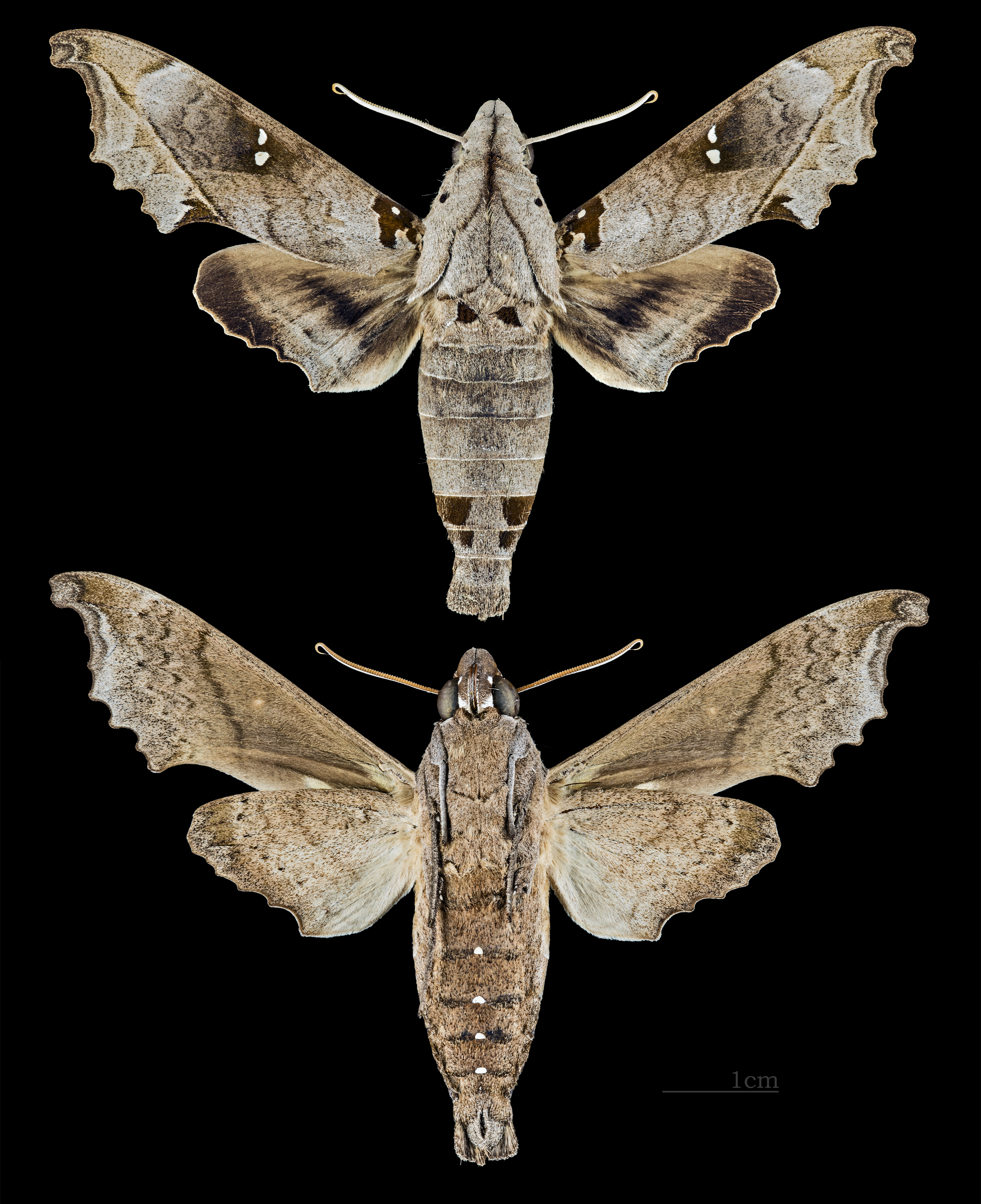
Madoryx oiclus
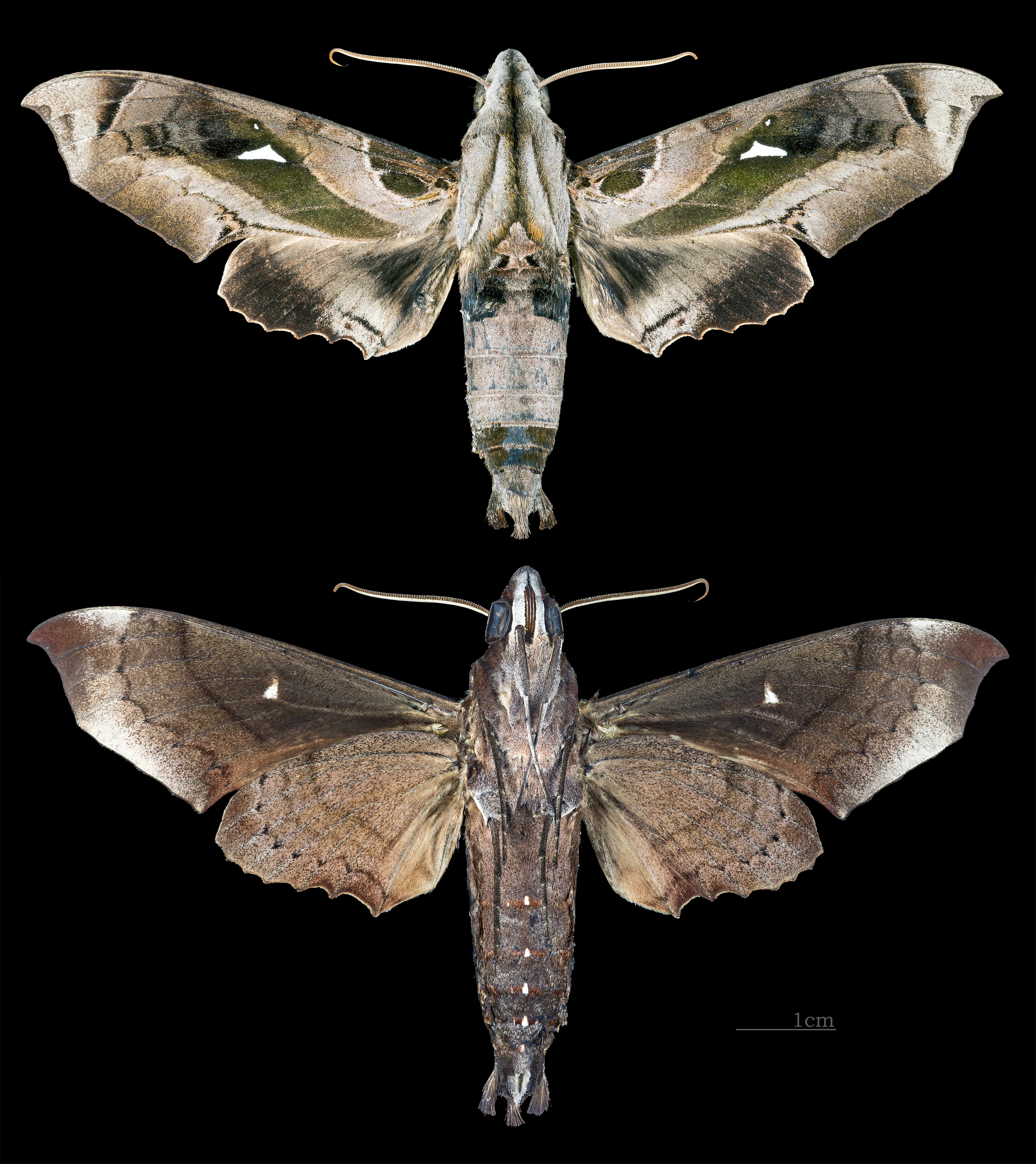
Madoryx plutonius
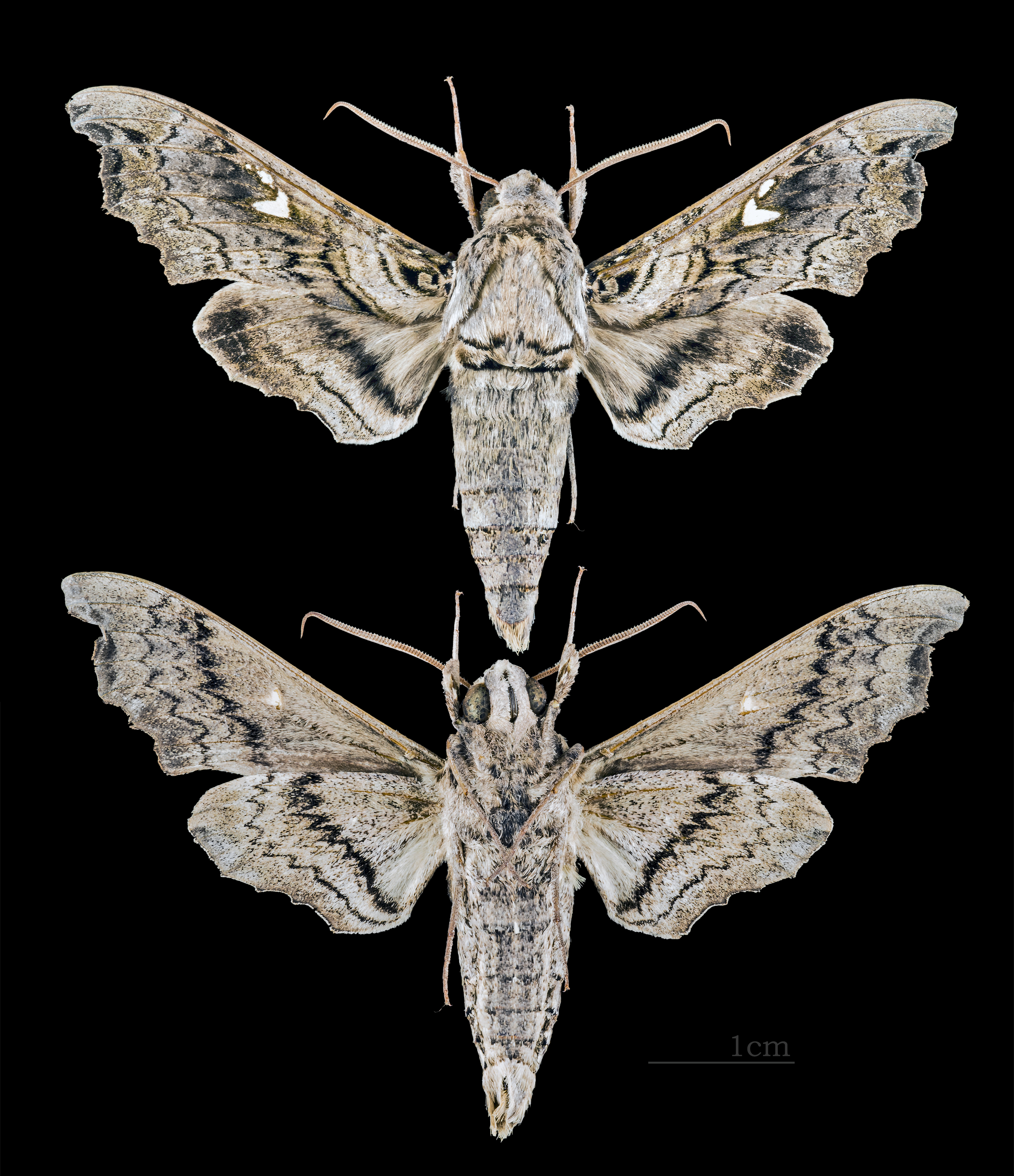
Madoryx pseudothyreus

## Belege